# Biga (Turcja)
Biga – miasto w Turcji, w prowincji Çanakkale. W 2017 roku liczyło 53 537 mieszkańców.